# Drino crassiseta
Drino crassiseta là một loài ruồi trong họ Tachinidae.